# Audita tremendi
 (juillet 2019).
Si vous disposez d'ouvrages ou d'articles de référence ou si vous connaissez des sites web de qualité traitant du thème abordé ici, merci de compléter l'article en donnant les références utiles à sa vérifiabilité et en les liant à la section « Notes et références ».
L'Audita tremendi est une bulle pontificale prononcée par le pape Grégoire VIII le 29 octobre 1187. Elle incarne l'appel à la troisième croisade. Elle est publiée dans la semaine qui a suivi la mort du pape Urbain III en réponse à la terrible défaite pour le royaume de Jérusalem des Cornes de Hattin le 4 juillet 1187 face à Salah Eddin (connu en Occident sous le nom de Saladin).
Ses premiers mots sont : « En entendant avec quel jugement sévère et terrible la terre de Jérusalem a été frappée par la main divine... »

## Sources
- Université de Chicago, Audita tremendi, 2016
- Louise and Jonathan Riley-Smith, The Crusades: Idea and Reality, 1095-1274, Edward Arnold Publishers, 1981